# رامي غيرشون
رامي غيرشون (12 أغسطس 1988 بريشون لتسيون في إسرائيل - ) هو لاعب كرة قدم إسرائيلي وألماني في مركز الدفاع. شارك مع منتخب إسرائيل تحت 21 سنة لكرة القدم ومنتخب إسرائيل لكرة القدم. أما مع النوادي، فقد لعب مع ستاندارد لييج وفاسلاند بيفيرين ونادي سلتيك ونادي غينت ونادي كورتريك وHapoel Rishon LeZion F.C. ‏.

## الحياة الشخصية
في عام 2014 ، بدأ غيرشون بمواعدة عارضة أزياء إسرائيلية نيتا آل شميستر. أصبحوا مخطوبين في عام 2018..

## وصلات خارجية
- رامي غيرشون على موقع الاتحاد الأوربي (الإنجليزية)
- رامي غيرشون على موقع قاعدة بيانات كرة القدم.إي يو (الإنجليزية)
- رامي غيرشون على موقع ناشيونال فوتبول تيمز (الإنجليزية)
- رامي غيرشون على موقع Soccerway.com (الإنجليزية)
- رامي غيرشون على موقع عالم كرة القدم.نت (الإنجليزية)
- رامي غيرشون على موقع AS.com (الإسبانية)